# C3 Racing: Car Constructors Championship
C3 Racing: Car Constructors Championship es un videojuego de carreras de 1998 desarrollado por Eutechnyx y publicado por Infogrames para PlayStation. El juego permite al jugador correr en 11 lugares de todo el mundo en una variedad de autos deportivos. En cada país hay tres pistas para correr. El término C3 Racing significa tres C; Car Constructors Championship.
El juego fue lanzado en el Reino Unido como Max Power Racing como un vínculo con la revista Max Power. En Norteamérica, el editor ASC Games cambió el tema y el nombre del juego como TNN Motorsports Hardcore TR, que presentaba autos diferentes, pero tenía pistas similares (reubicadas en ubicaciones dentro de los Estados Unidos) y menús de C3 Racing.

## Jugabilidad
En el modo Arcade, el jugador corre en las 31 pistas del juego, desbloqueando coches nuevos y más potentes con cada dos victorias. Al comienzo del juego, el jugador corre en África o Perú en un Nissan Micra o un Renault Clio. Estas son tangentes separadas que desbloquean países separados entre sí.
Si el jugador termina primero en las tres pistas en África, desbloqueará las pistas chinas, y si termina primero en esas pistas, desbloqueará las pistas de Indonesia. A partir de aquí, se desbloquean las pistas de Estados Unidos seguidas de las pistas de Brasil. Después de desbloquear las pistas brasileñas no se podrán desbloquear más pistas en esta tangente.
En cuanto a la tangente de Perú, terminar primero desbloquea las pistas de Roma, seguida de Noruega, Mónaco y Reino Unido. Después de desbloquear todos los autos GTI disponibles durante el modo Arcade, la elección de autos cambiará a la Clase de alto rendimiento, comenzando como con la Clase GTI con dos autos para elegir.
Si los jugadores han terminado las 31 pistas, podrán correr en todas las pistas al revés.
En el modo Campeonato, el jugador compite en cuatro clases de Campeonato, con circuitos predeterminados para competir.

## Recepción
Tom Clare de The Pixel Empire escribió: "A pesar de todo el atractivo de sus autos auténticos, Max Power Racing sigue siendo una experiencia refrescante y sin trucos, un juego cuyos tortuosos placeres surgen casi en su totalidad de la diversidad y creatividad del diseño de sus pistas. Si bien no está en la escala de física lunar del V-Rally, las de MPR aún pueden ser bastante agotadoras".